# Vani
Vani (gruzínsky ვანი) je malé město v západní Gruzii nacházející se na jihozápadě regionu Imeretie 41 km od krajského města Kutaisi. V roce 2014 zde žilo 3744 obyvatel, v celém rajónu Vani, do kterého kromě tohoto města spadá ještě 40 okolní vesnice, žilo v roce 2014 celkem 24 512 obyvatel.
Město se nachází na hranici Kolchidské nížiny a Malého Kavkazu na pravém břehu řeky Sulori, vlévající se do řeky Rioni.

## Historie

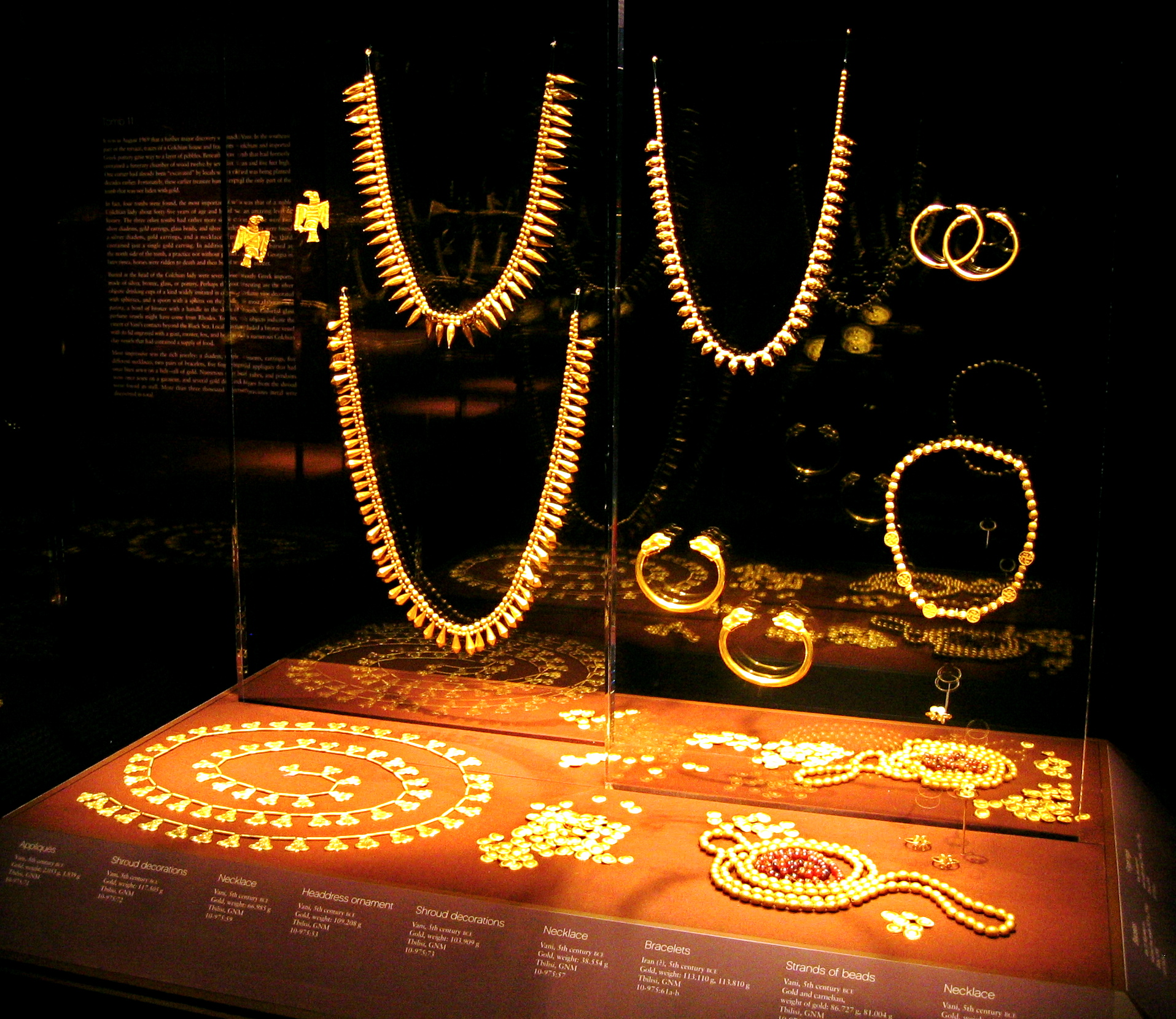
Ukázka starověkých kolchidských výrobků ze zlata, nalezených ve Vani

Vani bylo vybudováno již ve starověku a jeho vývoj je členěný na čtyři fáze. První osídlení tohoto místa se datuje do 8. století př. n. l. až 7. století př. n. l. (první fáze), kdy tvořilo toto město, jehož tehdejší název se nedochoval, pravděpodobně jedno z hlavních náboženských center. Dochovaly se totiž zbytky starověkých pohřebišť, obětních oltářů, tradičních kolchidských dřevěných budov a mnoho cenností. V 6. až 4. století př. n. l. (druhá fáze) bývalo toto město pravděpodobně centrem administrativní jednotky kolchidského království. Z konce tohoto období se objevují i pozůstatky kamenných staveb (třetí fáze). Z tohoto třetího období jsou z místní nekropole doloženy nejen zbytky dřevem obložených pohřebních komor, ale i kamenné sarkofágy. Z doby od 3. do 1. století př. n. l. (čtvrtá fáze) se dochovaly pozůstatky opevnění, „malé“ městské brány, honosných chrámů a oltářů a tavicích pecí na výrobu bronzových soch.
Podle archeologických nálezů bylo starověké Vani někdy v polovině 1. století př. n. l. zničeno a již nebylo obnoveno. Od té doby až do roku 1981 bylo Vani pouhou větší vesnicí. Po celé 20. století bylo ve Vani a okolí nalézáno mnoho archeologickým vykopávek. V roce 1985 pak zde bylo založeno Archeologické muzeum, kde je vystaveno mnoho pozůstatků starověké Kolchidy.

## Partnerská města
- Fallon, USA